# トニー・ゼール
トニー・ゼール（Tony Zale、本名：アンソニー・フロリアン・ゼルスキ（Anthony Florian Zaleski）、1913年5月29日 - 1997年3月20日）は、アメリカ合衆国インディアナ州出身の元プロボクサー。元世界ミドル級チャンピオン。ポーランド系。

## 略歴
鉄鋼の町、インディアナ州ゲーリーに生まれる。人呼んで“鋼鉄の人（Man Of Steel）”。これは鉄工所勤務という職歴から来たニックネーム。
貧民街に生まれ、やはり鉄工所の職工だった父の事故死後、母に女手一つで育てられる。家計を助けるため少年時代から鉄工所で働き、かたわらボクシングを習う。アマチュアの試合で95勝（50KO）8敗の成績を残し、1934年にプロデビュー。
しかし、プロのキャリアは順調とは言い難く、負けが込んで一時引退したが再起。新しいマネージャーの下で実力を付け、無骨なボクシングながら、体重の乗った左フックを武器に勝ち上がり、1940年、当時“スタンリー・ケッチェルの再来”と言われた強打者アル・ホスタックを13回でKO、NBA公認世界ミドル級タイトルを獲得した。翌年、ジョージ・アブラムスを破り、統一世界チャンピオンと認められるが、時は第二次大戦時であり、兵役のためタイトルを保持したまま海軍に入隊、リングを離れる。
大戦終了後にカムバック。1946年9月に9歳年下の新進ファイター、ロッキー・グラジアノの挑戦を6回KOで退けるが、翌年7月のリターン・マッチでは逆に6回TKOに敗れる。そして1948年6月の三度目の対決は3回、ゼール得意のコンビネーション、右ボディフックから左フックの切り返しが見事顎を捉え、グラジアノはリングに沈んだ。3回KOに仕留め、歴史に残る両者の激闘は、ここにゼールの2勝1敗で決着がついたのである。
しかし、グラジアノとの死闘で力を使い果たしたか、3ヶ月後の初防衛戦でアルジェリア出身のパワーファイター、マルセル・セルダンとの打撃戦に12回（開始）TKOで敗れ、王座を去った。
引退後、敬虔なカトリックであったゼールは、カトリック系の団体が主催するジムで青少年育成のためのボクシング指導に当たったという。

## 通算戦績
87戦67勝（45KO）18敗2引分け